# Tiefenthal
Tiefenthal là một đô thị thuộc huyện Bad Dürkheim, trong bang Rheinland-Pfalz, phía tây nước Đức. Đô thị Tiefenthal có diện tích km², dân số thời điểm ngày 31 tháng 12 năm 2006 là 858 người.